# Calibre (fruits)
Pour les articles homonymes, voir calibre.
Le calibre désigne la taille des fruits. Un outil de calibrage permet alors de les sélectionner, de les trier.